# Lola Fernandez
Lola Fernández hay Lola Fernandez (sinh ngày 15 tháng 11 năm 1926) tại Colombia là một giáo viên và họa sĩ trừu tượng người Costa Rica hàng đầu.

## Đời sống
Fernández sinh ra ở Cartagena, Colombia vào năm 1926 nhưng cô cùng gia đình chuyển đến Costa Rica khi vẫn còn là một đứa trẻ.
Cô trở thành giáo sư tại Đại học Costa Rica. Học sinh của cô bao gồm Virginia Pérez-Ratton. Năm 1980, bức tranh về một ngọn núi lửa của cô đã được sử dụng trên tem của người Costa Rica. Cô được trao giải thưởng quốc gia về văn hóa Magón năm 1995.
Cô đã ở trong làn sóng đầu tiên của các nghệ sĩ nữ người Costa Rica bao gồm Margarita Bertheau, Dinorah Bolandi và Sonia Romero. Bốn người này đều dạy mỹ thuật tại Đại học Costa Rica được cho là đã tạo ra thế hệ nghệ sĩ nữ thứ hai của Costa Rica.